# 越南疣豬
越南疣豬（学名：Sus bucculentus）是猪科猪属的一种，仅分佈于越南和寮國，可能不是有效的独立物种，或者已经灭绝。

## 分类
本种总共只有3个标本，其中用于描述本种的两个头骨标本采集自越南境内湄公河岔流同奈河流域；第三个标本则是不完整的雄性幼体头骨标本，为1995年在寮國湄公河东部安南山脉所猎杀的个体。
然而，对生存于安南山脉北部毛色较浅、身体比较瘦长、面部较长的个體，2006年线粒体DNA分析发现，那只是湄公河东部毛色较浅的野猪的变型。
因此本种可能只是野猪或华南野猪的异名，又或者已经完全与野猪杂交混合而不可辨识。

## 保护现状
由于已有多年未再发现其生存个体，再加上其作为独立物种的地位未定，国际自然保护联盟濒危物种红色名录于2016年将其列为“灭绝”。